# Nothobranchius geminus
Nothobranchius geminus är en fiskart som beskrevs av Wildekamp, Watters och Sainthouse 2002. Nothobranchius geminus ingår i släktet Nothobranchius och familjen Nothobranchiidae. IUCN kategoriserar arten globalt som sårbar. Inga underarter finns listade i Catalogue of Life.